# Michelangelo Abbado
Michelangelo Abbado   (Alba, 22 de setembre de 1900 - Gardone Riviera, 24 de setembre de 1979) va ser un violinista italià.

## Biografia
Era fill de Michele Abbado, científic i professor universitari, i de Vittoria Gallian. Pare de Marcello (pianista i compositor) i Claudio (director), avi de Roberto (director) i Daniele (director).
Es va graduar en violí, sota la direcció d'Enrico Polo, i en composició, amb Giovanni Orefice. Va ser professor de violí al Conservatori G. Verdi de Milà durant més de cinquanta anys i en va ser el vicedirector; anteriorment també va ensenyar als conservatoris de Palerm i Parma.
Va realitzar nombrosos concerts, tant com a solista o com a membre i director d'orquestres de música de cambra: va tocar en trio amb el pianista Carlo Vidusso i el violoncel·lista Gilberto Crepax entre 1938 i 1945. El seu repertori s'estenia des de la música antiga (de la qual va estudis supervisats i revisions) fins a la música d'autors italians contemporanis (Ghedini, Bettinelli, Malipiero): la col·laboració amb el violoncel·lista Riccardo Malipiero senior, germà de Gian Francesco i pare de Riccardo Malipiero junior, el va portar a ser cap de la Quartet Abbado-Malipiero de 1927 a 1934.
El 1941 va fundar l'Orquestra de Corda de Milà, dirigint-la com a director solista; va ser la primera orquestra italiana especialitzada en música barroca
El 1934 va publicar per a Ricordi l'estudi teòric encara fonamental Tècnica dels sons harmònics per a violí, una obra en cinc volums. Entre les seves altres publicacions, així com nombrosos assaigs (per exemple, Com estudiar els capritxos de Paganini) i articles, el 1943 va escriure una monografia sobre Antonio Vivaldi. Moltes transcripcions i revisions de partitures de música de Vivaldi, Paganini, Bach, Albinoni, Benedetto Marcello i altres. A partir de 1962 abandona l'activitat concertística dedicant-se completament als estudis de teoria musical i tècnica del violí.
Entre els seus nombrosos alumnes podem citar Pina Carmirelli, Mauro Loguercio i Franco Fantini (durant molt temps primer violí al Teatro alla Scala).
Descansa a Milà, en un colombari del cementiri de Bruzzano, al costat de la seva dona. El 2003, una sala de teatre de la seva ciutat natal, Alba, va rebre el nom de Michelangelo Abbado.

## Honors
- Medalla d'or als meritoris de la cultura i l'art — Roma, 2 de juny de 1970.[1]

## Publicacions
Monografies
- Tecnica dei suoni armonici per violino, Milano, G. Ricordi e C., 1934
- Antonio Vivaldi, Torino, Edizione Arione, 1942
- Come studiare i Capricci di Paganini, Milano, Edizioni Suvini Zerboni, 1973

## Assajos
- La scordatura negli strumenti ad arco e Nicolò Paganini, in «La Rassegna Musicale», n. 5 (1940), pp. 213-226
- Sull'esistenza dei suoni armonici inferiori, in «Acta musicologica», XXXVI fasc. 4 (1964), pp. 234-237
- Presenza e udibilità degli armonici inferiori e conseguente spiegazione del terzo e quarto suono, in «Musica d'oggi», n.s., VIII (1965), n. 3, pp. 76 ss.
- Presenza di Tartini nel nostro secolo, in «Nuova Rivista Musicale Italiana», anno IV. n. 6 (nov-dic. 1970), pp. 3-22
- Terzo e quarto suono, in «Rivista italiana di musicologia», V (1970), pp. 99-147
- Ritorno a Paganini, in «Chigiana» [Rassegna annuale di studi musicologici], voll. XXXIX-XXX (1975), pp. 165-177
- Con quali strumenti si dovrebbero eseguire le sonate per violino e basso, in «Nuova Rivista Musicale Italiana», anno XII n. 2 (1978), pp. 157-165
- Antonio Vivaldi nel nostro secolo, con particolare riferimento alle sue opere strumentali, in «Nuova Rivista Musicale Italiana», anno XIII n. 1 (1979) pp. 79-112